# 朱姆
朱姆是非洲中西部國家喀麥隆的城鎮，由南部省負責管轄，距離桑梅利馬約105公里，該鎮是伐木中心，在距離鎮中心約六英里處有一間鋸木廠。
2°40′N 12°40′E / 2.667°N 12.667°E